# Teyl luculentus
Teyl luculentus är en spindelart som beskrevs av Main 1975. Teyl luculentus ingår i släktet Teyl och familjen Nemesiidae.
Artens utbredningsområde är Western Australia. Inga underarter finns listade i Catalogue of Life.